# Sobór Pietropawłowski w Petersburgu
Sobór Pietropawłowski (ros. Петропавловский собор) – prawosławny sobór w Petersburgu, w kompleksie twierdzy Pietropawłowskiej.

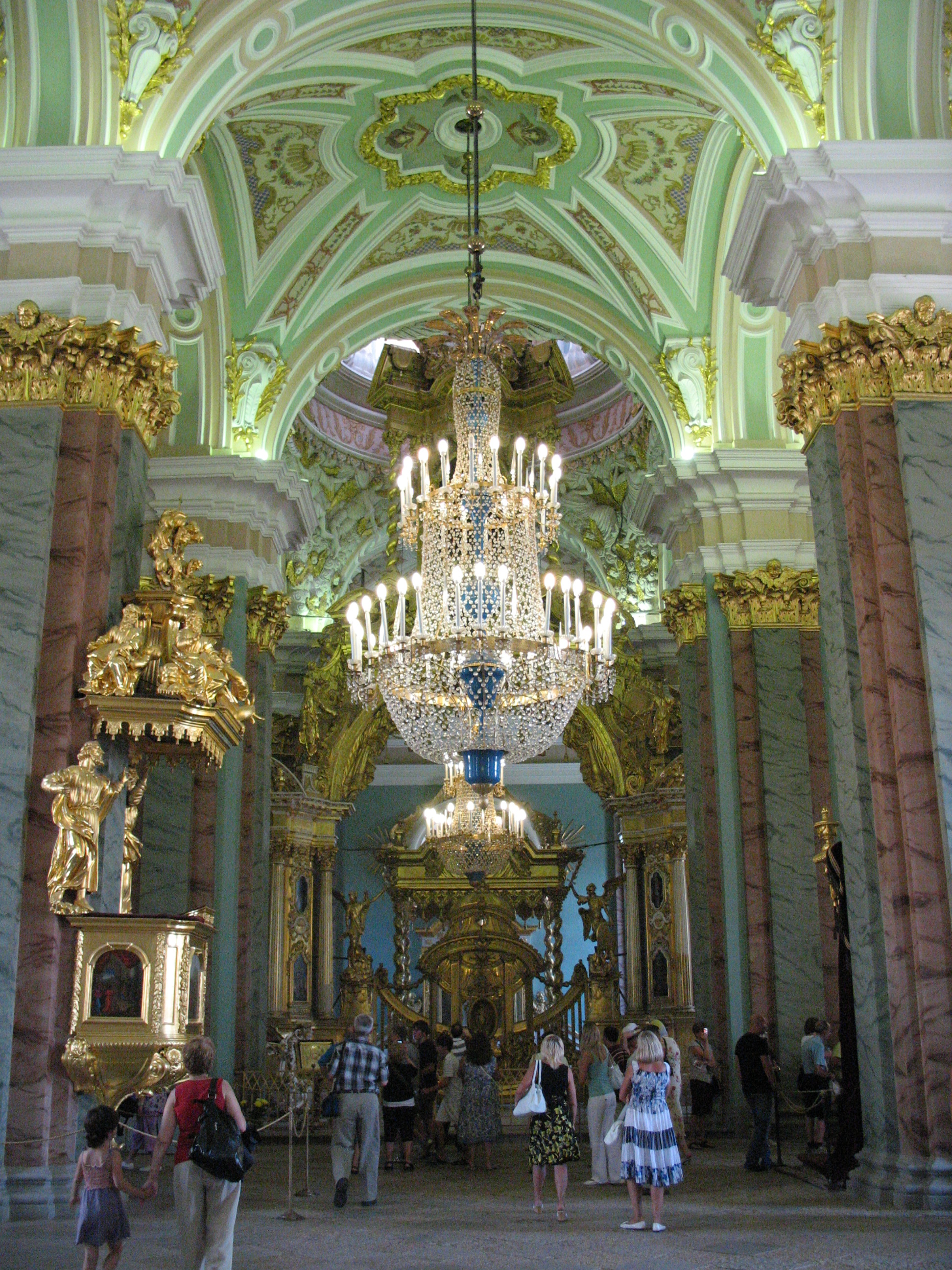
Ikonostas

## Historia
Budowa cerkwi w obrębie twierdzy Pietropawłowskiej została podjęta miesiąc po rozpoczęciu prac nad budową fortyfikacji, 23 czerwca 1703. Była to pierwsza świątynia prawosławna w budowanej nowej stolicy Rosji. Według tradycji car Piotr Wielki osobiście wybrał miejsce na cerkiew. Pierwsza cerkiew na terenie Twierdzy była drewniana, wzniesiona na planie krzyża greckiego.
8 czerwca 1712 miała miejsce ceremonia położenia kamienia węgielnego nowej, znacznie większej cerkwi. Jej projektantem został włoski architekt Domenico Trezzini. Główną dominantą sylwetki budynku jest dzwonnica o łącznej wysokości 88 metrów, z iglicą o wysokości 34 metrów. Przyczyną wzniesienia tak wysokiego obiektu było życzenie Piotra I, by wieża cerkwi przewyższyła moskiewską dzwonnicę Iwana Wielkiego. W 1718 budowa dzwonnicy została ukończona. W 1724 iglicę pokryto złoconą miedzią, zaś w 1725 na jej szczycie umieszczono figurę anioła z krzyżem w dłoni o wysokości 2 m i 13 cm, która pełni rolę wiatrowskazu. Pozostałe części bryły soboru zostały zbudowane w ciągu kolejnych pięciu lat. Poświęcenie gotowego obiektu miało miejsce 29 czerwca 1733. Długość nawy cerkwi wynosiła 59 metrów, szerokość – 23. Iglica, dominująca nad całością bryły, miała być symbolem objęcia przez Rosjan kontroli nad ujściem Newy, zetknięcia się z morzem potężnego państwa.
Freski we wnętrzu obiektu wykonali w latach 20. XX wieku F. Worobiew, M. Niegrubow i P. Zybin, pracujący pod kierunkiem ikonografa Andrieja Matwiejewa. Ikonostas dla soboru wyrzeźbił Iwan Zarudnyj, zaś ikony do niego napisali Fiodor Artiemiew i Andriej Merkuriew.
W 1756 wskutek uderzenia pioruna sobór poważnie ucierpiał w pożarze, spłonęła górna część dzwonnicy. Prace rekonstrukcyjne w obiekcie zakończono do 1777.
Sobór od momentu powstania był uważany za najważniejszą wojskową cerkiew na terytorium Rosji. Dlatego w jego wyposażeniu, obok utensyliów liturgicznych, znajduje się szereg przedmiotów związanych z rosyjskimi podbojami, w tym zdobytych sztandarów i broni. Na terenie świątyni znajdują się również groby wszystkich carów rosyjskich począwszy od Piotra I, z wyjątkiem Piotra II.
Po rewolucji październikowej budynek został zamknięty i zamieniony w muzeum. Od lat 50. należał do Państwowego Muzeum Historii Leningradu. Od 2007 w obiekcie na nowo odbywają się regularne prawosławne nabożeństwa, chociaż obiekt pozostał własnością muzeum.
Według tego samego projektu Trezziniego powstała cerkiew Świętych Piotra i Pawła w Jarosławiu.